# Ksenija Makarova
Ksenija Olegovna Makarova (in russo Ксения Олеговна Макарова?; traslitterazione anglosassone approssimata Ksenia Olegovna Makarova; San Pietroburgo, 20 dicembre 1992) è un'ex pattinatrice artistica su ghiaccio russa.
È stata la campionessa nazionale russa nel 2010, stesso anno in cui ha rappresentato il suo Paese alle Olimpiadi Invernali, dove si è classificata decima.

## Carriera sportiva

### Gli esordi
Ksenija Makarova ha indossato i pattini per la prima volta all'età di sei anni, ma ha iniziato a provare interesse nei confronti del pattinaggio solo un paio d'anni più tardi, quando, dopo il trasferimento della sua famiglia negli Stati Uniti, ha provato nuovamente a pattinare.

### Le competizioni per gli Stati Uniti

#### Livello intermedio: stagioni 2003-2004, 2004-2005 e 2005-2006
Ksenija ha iniziato a gareggiare negli Stati Uniti durante la stagione 2003-2004 al livello intermedio, ottenendo un settimo posto nel campionato regionale. Nella stagione successiva ha vinto la medaglia di peltro nell'evento regionale e si è classificata quindicesima nel Campionato nazionale juniores. Nella stagione 2005-2006, ultima in cui ha gareggiato nella categoria Intermedia, ha vinto il campionato regionale ma si è dovuta ritirare da quello nazionale.

#### Livello Novice: stagione 2006-2007
Nella stagione 2006-2007 Ksenija è passata alla categoria Novice. Dopo aver vinto il campionato regionale, è arrivata seconda nella competizione del suo Stato, qualificandosi per il Campionato nazionale, dove si è classificata settima. Nel periodo in cui ha gareggiato per gli Stati Uniti, Ksenija ha rappresentato l'Hudson Valley Figure Skating Club, ed ha continuato a rappresentare quello stesso club nonostante l'avanzamento all'interno della federazione sportiva statunitense.

### Le competizioni per la Russia
Nel 2007 Ksenija Makarova ha iniziato a gareggiare per la Russia, prima nella categoria Junior e poi nella Senior.

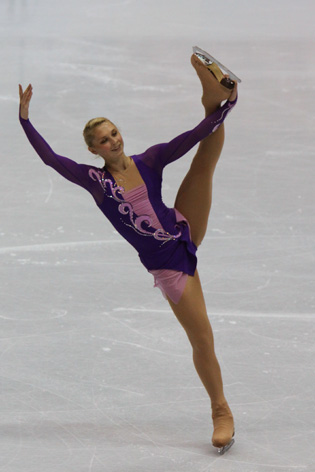
Ksenija Makarova a Lake Placid nel 2009

#### Stagioni 2007-2008 e 2008-2009
Nei campionati nazionali juniores del 2008 si è classificata quarta sia nel programma corto che nel libero e quindi quarta nella compatizione.
Nella stagione 2008-2009 ha fatto il suo debutto nello Junior Grand Prix. Nel suo primo evento, a Madrid, si è classificata quarta dopo aver ottenuto il primo posto nel programma corto e l'ottavo nel libero. Nel suo secondo evento, a Sheffield, si è classificata terza nel corto e quarta nel secondo segmento di gara, finendo la competizione in quarta posizione.
Nei campionati russi del 2009 si è invece classificata quinta.

#### Stagione 2009-2010

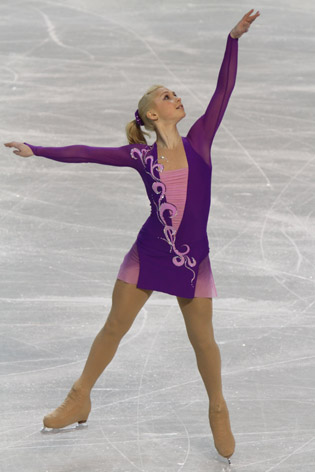
Ksenija Makarova pattina agli Europei del 2010

Nella stagione 2009-2010 Ksenija Makarova ha iniziato ad allenarsi con Halyna Zmijevs'ka e Viktor Petrenko a Hackensack, nel New Jersey, mentre Nina Petrenko ha iniziato ad occuparsi delle sue coreografie.
Ha partecipato agli eventi dello Junior Grand Prix, nel primo dei quali, a Lake Placid, nello Stato di New York, ha vinto la medaglia d'argento dopo essersi classificata quarta nel programma corto e seconda nel libero. Nella seconda competizione della serie, in Bielorussia, si è classificata seconda nel programma corto e terza nel libero, vincendo la medaglia di bronzo e qualificandosi per la finale.
Ha poi partecipato alla Coupe de Nice del 2009 nella categoria Senior, dove ha vinto l'oro dopo aver ottenuto la prima posizione in entrambi i segmenti di gara.
Alla finale dello Junior Grand Prix si è classificata quarta dopo un terzo posto nel programma corto e un quarto nel libero.
Nei campionati russi del 2010, la Makarova si è classificata seconda nel programma corto e terza nel libero, riuscendo però comunque a ottenere il titolo nazionale. La sua vittoria nel campionato nazionale le ha permesso di partecipare prima agli europei del 2010 a Tallinn, dove si è classificata nona e poi ai mondiali del 2010 a Torino, dove si è classificata ottava.
La Makarova ha inoltre ottenuto un posto nella squadra russa per le Olimpiadi del 2010, dove si è classificata decima.

#### Stagione 2010-2011
Nella stagione 2010-2011 la Makarova ha vinto l'argento nell'edizione 2010 di Skate Canada, sua prima medaglia in una competizione di livello Senior del circuito del Grand Prix.
Nei campionati russi del 2011 si è classificata prima nel programma corto e sesta nel libero, concludendo la gara al quinto posto.
Nel gennaio del 2011 ha cambiato coach iniziando ad allenarsi con Evgenij Rukavicin a San Pietroburgo, in Russia.

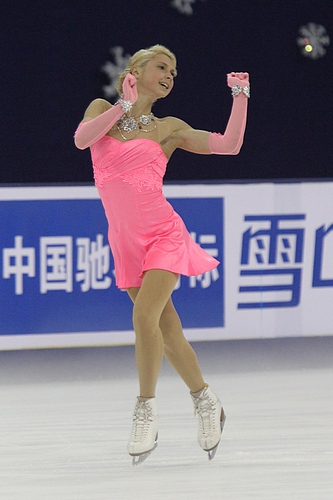
Ksenija Makarova alla Cup of China del 2011

#### Stagione 2011-2012
Nella stagione 2011-2012 le competizioni del Grand Prix a cui Ksenija Makarova è stata assegnata sono state Skate America 2011 e la Cup of China 2011, dove si è classificata rispettivamente quinta e settima.
Si è classificata quarta nei campionati nazionali ed ha ottenuto rispettivamente il sesto ed il nono posto agli europei del 2012 ed ai mondiali del 2012.

#### Stagione 2012-2013
Per la stagione 2012-2013 la Makarova è stata invitata alle competizioni Skate Canada e NHK Trophy. Nella prima delle due si è classificata sesta con 154,11 punti, dopo un terzo posto nel programma corto ed un nono posto nel libero causato soprattutto da un errore nel triplo Lutz e da una caduta nel doppio Axel.
Nella tappa giapponese del Grand Prix si è invece classificata settima con 156,52 punti, dopo un quarto posto nel programma corto ed un settimo posto nel libero.
Si è poi classificata ottava nei campionati nazionali russi.

## Cambi di allenatore

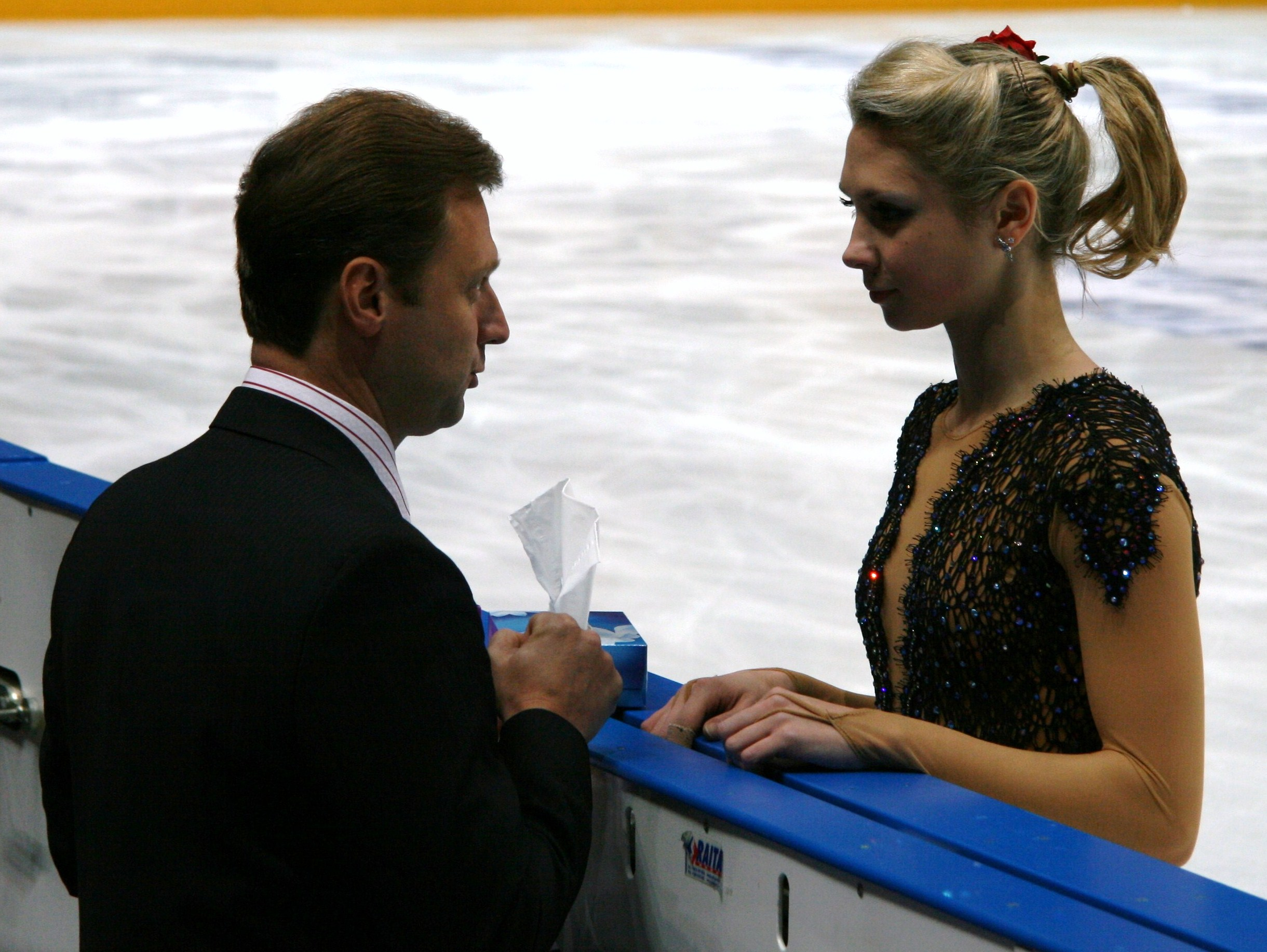
Ksenija Makarova con Viktor Petrenko alla Cup of Russia del 2010

La Makarova ha cambiato più volte allenatori.
Il primo cambio c'è stato nella stagione 2009-2010, quando la pattinatrice ha iniziato ad allenarsi con Halyna Zmijevs'ka e Viktor Petrenko a Hackensack, nel New Jersey.
Dal gennaio 2011 Ksenija si è spostata a San Pietroburgo, in Russia, per lavorare con Evgenij Rukavicin.

## Vita privata
Ksenija Makarova è nata a San Pietroburgo ed è la figlia di Larisa Seleznëva ed Oleg Makarov, ex pattinatori di coppia e vincitori della medaglia di bronzo alle Olimpiadi del 1984. Ha un fratello, Aleksej, di nove anni più giovane.
La sua famiglia si è trasferita negli Stati Uniti quando Ksenija aveva 8 anni. Ha frequentato come studentessa meritevole la Newburgh Free Academy a Newburgh, nello stato di New York.

## Programmi

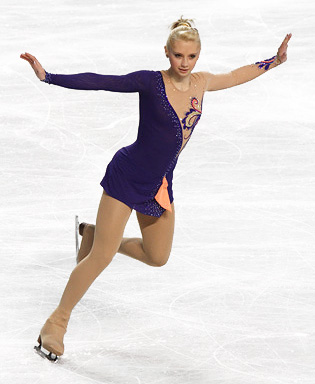
Ksenija Makarova agli Europei del 2010

| Stagione  | Programma corto                                                         | Programma libero | Esibizione                |
| --------- | ----------------------------------------------------------------------- | --- | ------------------------- |
| 2012–2013 | Мaria and the Violin's String degli Ashram coreografia di Ilia Averbukh | Megapolis coreografia di Ilia Averbukh |                           |
| 2011–2012 | Мaria and the Violin's String degli Ashram coreografia di Ilia Averbukh | 20th Century Fox Fanfare di Alfred Newman Diamonds Are a Girl's Best Friend di Jule Styne I Wanna Be Loved by You di Herbert Stothart e Harry Ruby coroegrafia di Olga Glinka |                           |
| 2010–2011 | Flamenco di Didulia                                                     | Colonna sonora dal film Evita di Andrew Lloyd Webber | Sway delle Pussycat Dolls |
| 2009–2010 | Colonna sonora dal film Ladies in Lavender di Nigel Hess                | Colonna sonora dal film Il 13º guerriero di Jerry Goldsmith | Sway delle Pussycat Dolls |
| 2008–2009 | Cirque du Soleil                                                        | Colonna sonora dal film Mr. & Mrs. Smith |                           |
| 2007–2008 | In the Hall of the Mountain King di Edvard Grieg                        | Don Chisciotte di Aloisius Ludwig Minkus |                           |
| 2006–2007 | Libertango di Astor Piazzolla                                           | Colonna sonora dal film Chicago |                           |

## Palmarès

### Risultati per la Russia

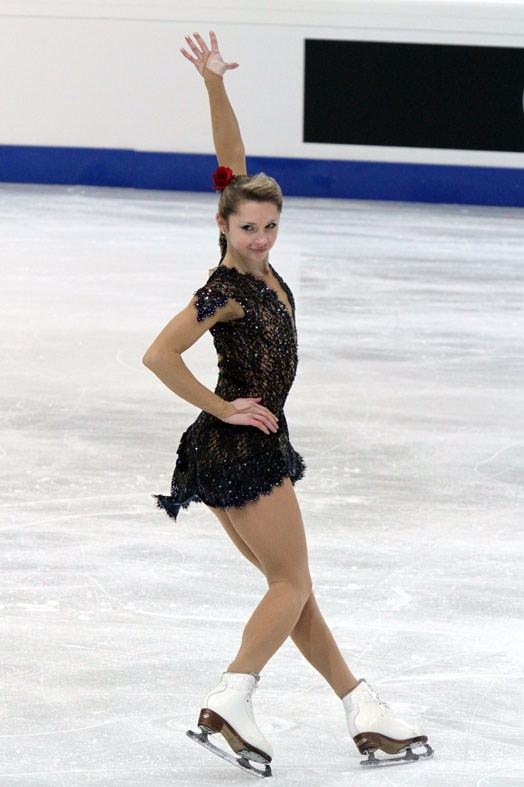
Ksenija Makarova agli Europei del 2011

| Risultati                        | Risultati      | Risultati      | Risultati      | Risultati      | Risultati      | Risultati      |
| Internazionali                   | Internazionali | Internazionali | Internazionali | Internazionali | Internazionali | Internazionali |
| Evento                           | 2007–08        | 2008–09        | 2009–10        | 2010–11        | 2011–12        | 2012–13        |
| -------------------------------- | -------------- | -------------- | -------------- | -------------- | -------------- | -------------- |
| Giochi olimpici invernali        |                |                | 10º            |                |                |                |
| Campionati mondiali              |                |                | 8º             | 7º             | 9º             |                |
| Campionati europei               |                |                | 9º             | 4º             | 6º             |                |
| Cup of China                     |                |                |                |                | 7º             |                |
| NHK Trophy                       |                |                |                |                |                | 7º             |
| Cup of Russia                    |                |                |                | 7º             |                |                |
| Skate America                    |                |                |                |                | 5º             |                |
| Skate Canada                     |                |                |                | 2º             |                | 6º             |
| Coupe de Nice                    |                |                | 1º             |                |                |                |
| Finlandia Trophy                 |                |                |                | 4º             |                |                |
| Nebelhorn Trophy                 |                |                |                |                | R              |                |
| Internazionali: categoria Junior |                |                |                |                |                |                |
| Finale Junior Grand Prix         |                |                | 4º             |                |                |                |
| Junior Grand Prix, Bielorussia   |                |                | 3º             |                |                |                |
| Junior Grand Prix, Gran Bretagna |                | 4º             |                |                |                |                |
| Junior Grand Prix, Spagna        |                | 4º             |                |                |                |                |
| Junior Grand Prix, USA           |                |                | 2º             |                |                |                |
| Nazionali                        |                |                |                |                |                |                |
| Campionati russi                 |                |                | 1º             | 5º             | 4º             | 8º             |
| Campionati russi juniores        | 4º             | 5º             |                |                |                |                |
| TBD = Assegnata; R = Ritirata    |                |                |                |                |                |                |

### Risultati per gli Stati Uniti
| Evento                                                     | 2003–04 | 2004–05 | 2005–06 | 2006–07 |
| ---------------------------------------------------------- | ------- | ------- | ------- | ------- |
| Campionati statunitensi                                    |         |         |         | 7º N    |
| Campionati statunitensi Jr.                                |         | 15º I   | R       |         |
| Eastern Sectionals                                         |         |         |         | 2º N    |
| North Atlantic Regionals                                   | 7º I    | 4º I    | 1º I    | 1º N    |
| Livello: I = Intermedio; N = Categoria Novice R = Ritirata |         |         |         |         |